# 百花山

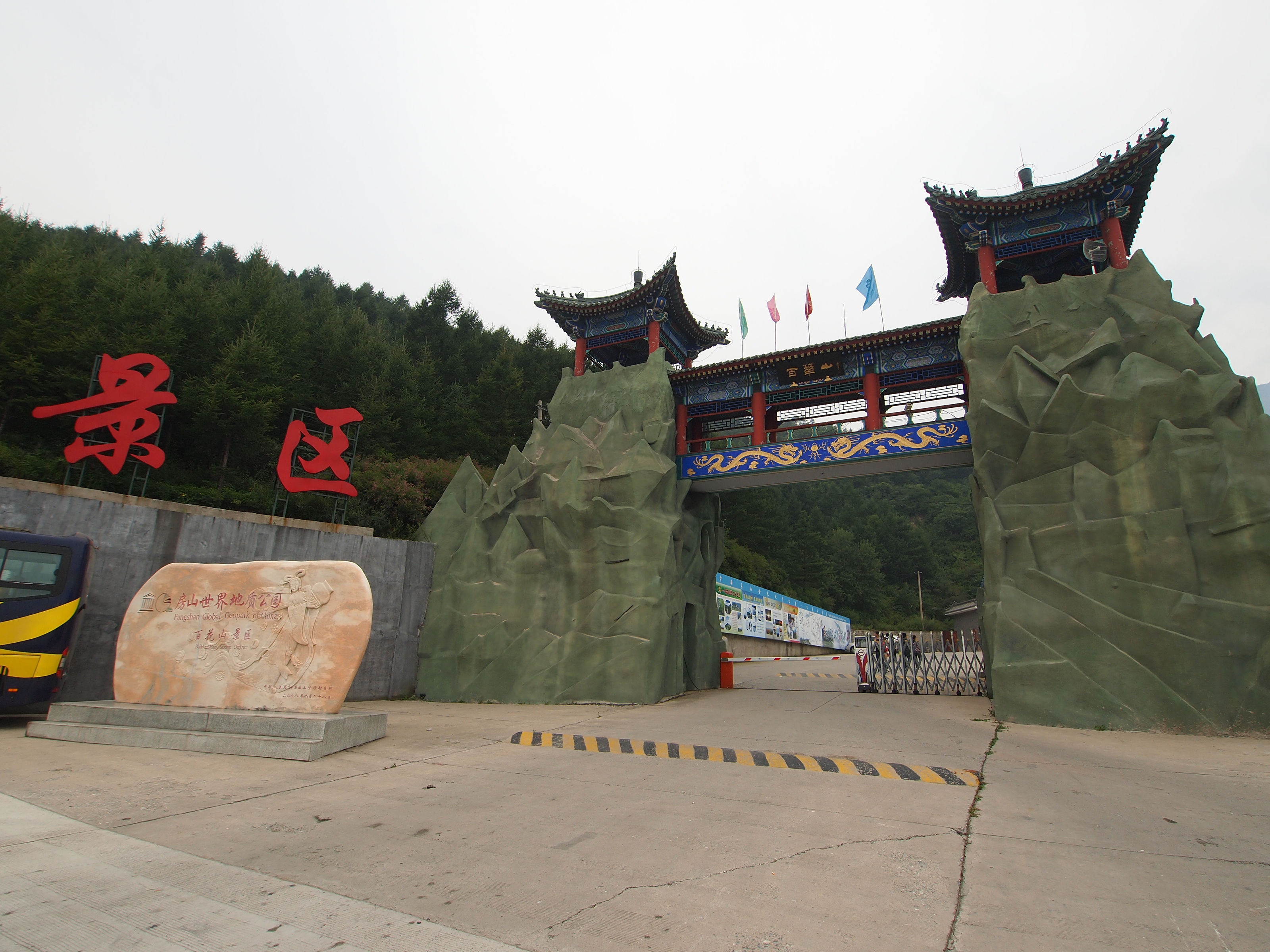
房山区百花山景区北门

百花山，位于中华人民共和国北京市西南部的一座山峰，主峰海拔1991米，位于北京市门头沟区和房山区交界区，山北为门头沟区清水镇，山南为房山区史家营乡。

## 概述
百花山诞生于中生代，地质构造属沉积岩、变质岩等，为太行山北段小五台山的余脉。百花山是永定河支流清水河的源头之一。百花山有植物种类130科485属1100种，其中药用植物多达400余种，素有华北“天然动植物园”之称。

## 保护
1981年12月12日，百花山地区被北京市门头沟区人民政府公布为第一批区级文物保护单位，分类属自然风景保护区，公布地址为清水镇黄安坨村。1985年，北京市人民政府批建成立省市级自然保护区“北京百花山自然保护区”。2008年1月14日，百花山自然保护区升级为国家级自然保护区。

## 旅游开发
百花山主峰峰顶树立有“百花山主峰海拔1991米”的标志碑。山北为门头沟区清水镇黄安坨村，设有百花山自然风景区，又称百花山风景名胜区，为3A级旅游景区，景观以百花山主峰为主，分为百花山主峰、百花草甸、望海楼和白草畔四个景区，有“险径崎路”、“百花笑靥”、“万年寒冰”、“云海升腾”、“山顶日出”、“佛光普照”等景观，设有天然草甸、古树、蚂蚁山、杜鹃花沟、日出云海、古石海、冰群、岩桩、冰缘城堡等35个景点。山南为房山区史家营乡莲花庵，设有百花山风景区，为中国房山世界地质公园的八个园区之一，乘车走108国道经史家营可直达山顶，景区总面积819公顷，有“天然长城”、“母子石”、“震山石—锦簇攒天”、“驼峰”、“文殊像”等景观。